# Xenohammus assamensis
Xenohammus assamensis là một loài bọ cánh cứng trong họ Cerambycidae.